# Colla Ceresola
La Colla Ceresola (o Passo di Ceresola, Passo Ceresole o ancora Cola t'Roc nel dialetto locale) è un valico delle Alpi liguri alla quota di 1620 m s.l.m..

## Descrizione

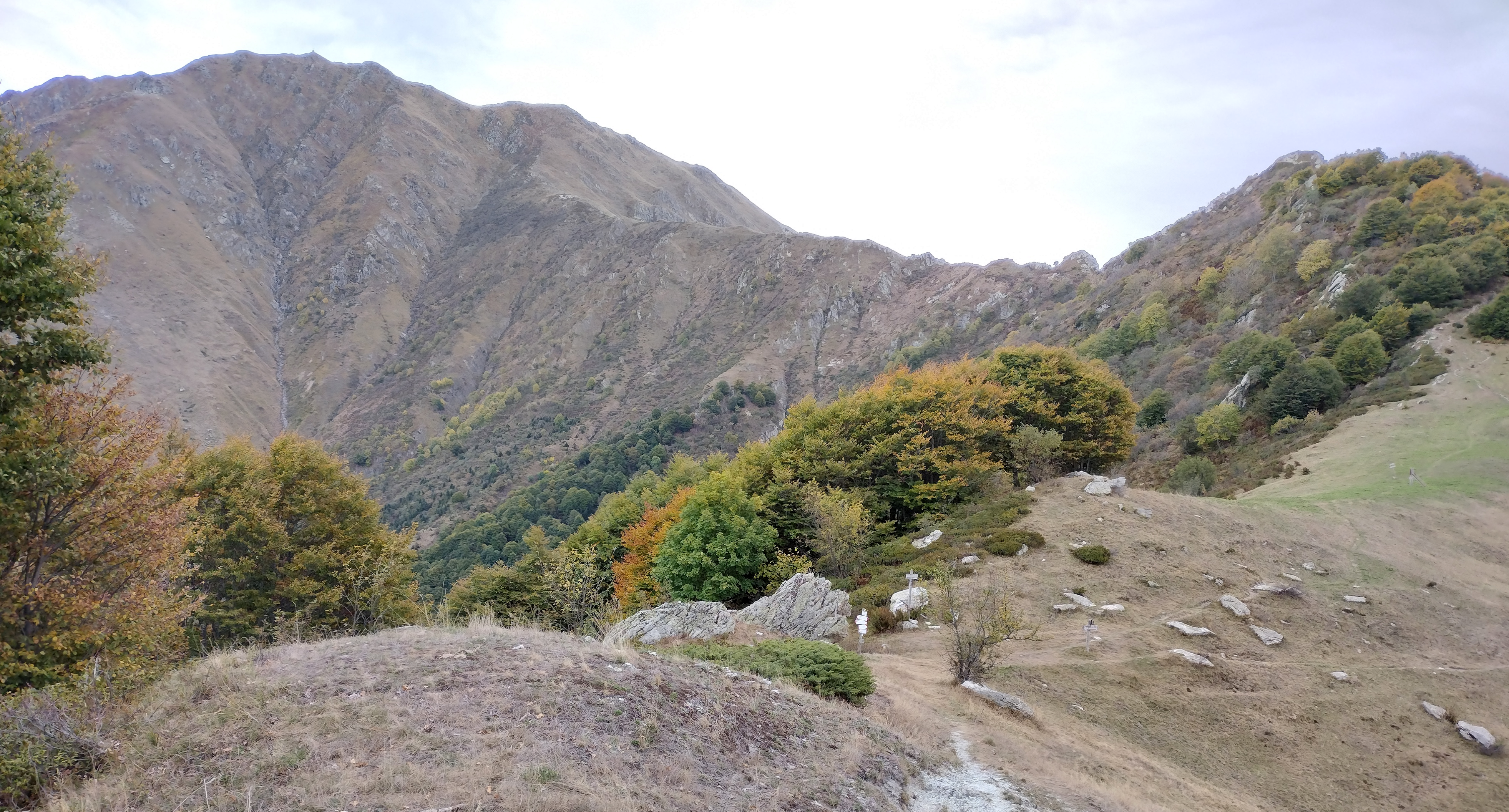
Vista dalle pendici della Punta Gutzart

Il valico è collocato tra i comuni di Boves e Vernante, sulla costiera spartiacque che divide le valli Colla e Vermenagna. Si apre tra la Punta Gutzart (a sud) e il Monte Pianè (a sud, 1835 m).

## Accesso al valico

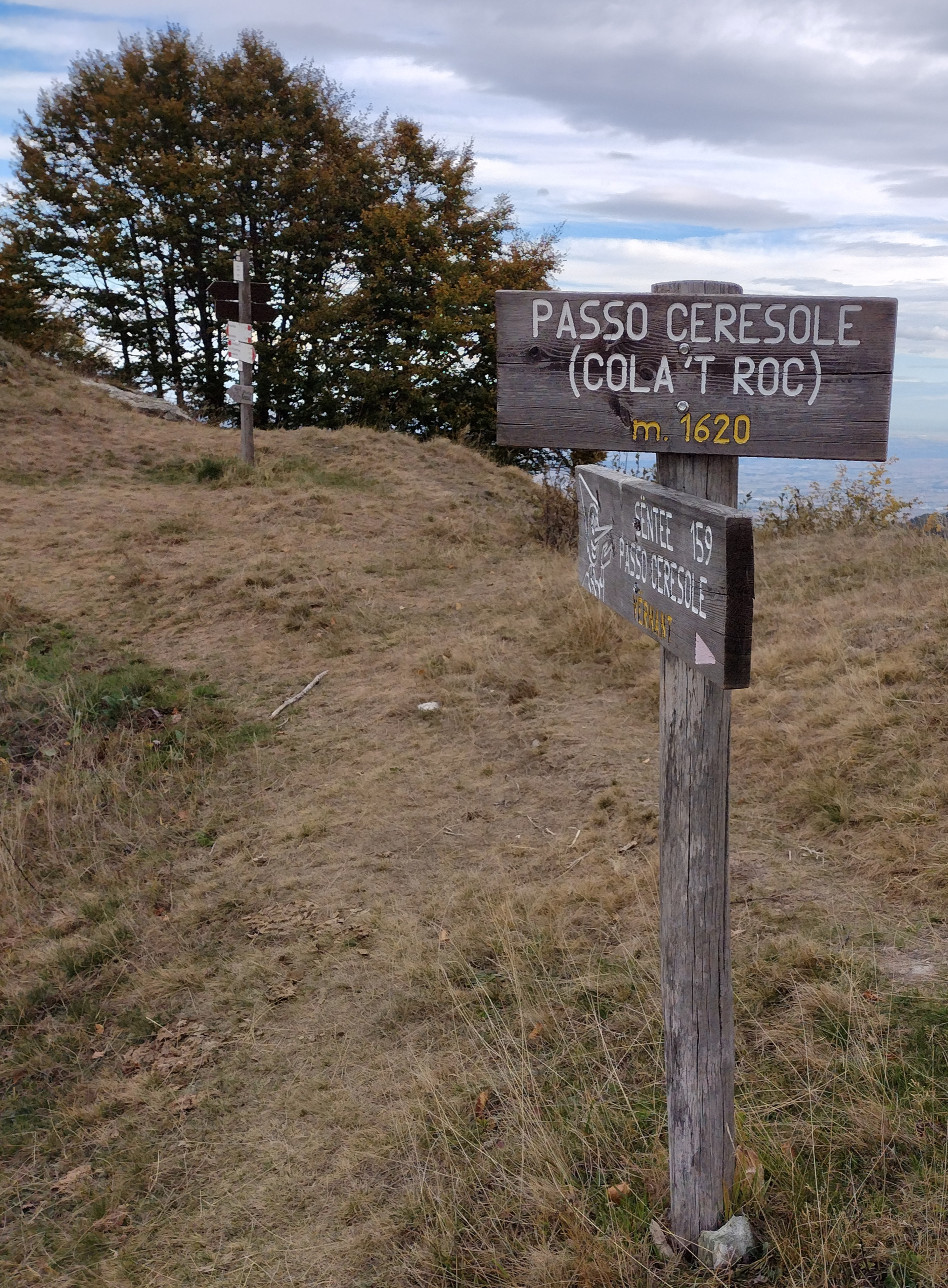
Segnalazioni escursionistiche al colle

Si può accedere al colle o tramite un sentiero che segue grosso modo il crinale spartiacque, oppure salendo direttamente dal fondovalle della Val Colla, o anche dalle frazioni a monte di Vernante come Tetto Croce o Tetti Caia.  La difficoltà escursionistica di queste salite è classificata come E.

### Trail running
Il tracciato lungo del Bisalta Trail, una gara di trail running di 29 km di sviluppo e 1700 m di dislivello positivo, dopo aver toccato il Passo Ceresole, fiancheggia la Punta Gutzard, raggiungendo la massima quota del proprio percorso.

### Punti di appoggio
- Rifugio Ceresole (8 posti letto), costruito a 1524 m di quota dal comune di Boves nel 2008, poco a valle del passo sul lato Val Colla.[7]